# Sadeness (Part I)
Sadeness (Part I) je pesma nemačkog muzičkog projekta Enigma koja je bila prvi singl na njihovom debitantskom albumu „MCMXC a.D.“, objavljenom 1990. godine za Virgin Records.
Godine 2016. na albumu The Fall of a Rebel Angel, objavljena je pesma Sadeness (Part II), drugi deo pesme u izvođenju indonežanske pevačice Angun.

## Opis
Pesmu „Sadeness“ je napisao vođa projekta Enigma Mihaj Krecu (poznat pod pseudonimom Curly M.C.), Frenk Peterson (pod pseudonimom F. Gregorian) i David Fajerštajn. Tekst pesme je na francuskom i latinskom, kao i deo latinskog citata iz Psalma 24:7-8.
U službenom izdanju u Nemačkoj pesma se zove „Sadeness (Part I)“, u Velikoj Britaniji i Japanu „Sadness Part I“. Pesma se može opisati kao senzualna sa stabilnim ritmom, bazirana oko pitanja vezanih za seksualne želje i fantazije Markiza de Sada (Sade). Odatle, de facto pesma dobija ime Sadeness, koja se lako može pomešati i sa engleskom reči za tugu (engl. sadness).
Singl je postao broj jedan hit u Velikoj Britaniji januara 1991, a uskoro i u više od 20 drugih zemalja.

## Spot
Na početku spota se vidi student, koji je zaspao za stolom u svojoj sobi dok je pisao. Tada ima fantastičan san, prolazi kroz srušene katedrale, a zatim dolazi do vrata, verovatno „zabranjenih vrata“. Iza vrata je lepa mlada žena, koja mu šapuće, Sade, Sade dis moi, moi donnés (u prevodu: Sade recite mi Sade, daj mi). Čovek se okreće i želi da pobegne, ali je uvučen kroz vrata. U tom trenutku se budi, a tu se pesma završava.

## Spisak kompozicija
- Singl za Veliku Britaniju

1. „Sadness Part I“ (Radio Edit) – 4:17
2. „Sadness Part I“ (Extended Trance Mix) – 5:04
3. „Sadness Part I“ (Meditation Mix) – 3:01
4. „Sadness Part I“ (Violent US Remix) – 5:03

- Singl za SAD

1. „Sadeness Part I“ (Violent US Remix) – 5:03
2. „Sadeness Part I“ (Meditation Mix) – 3:01
3. „Sadeness Part I“ (Extended Trance Mix) – 5:04
4. „Sadeness Part I“ (Radio Edit) – 4:17
5. „Introit: Benedicta sit sancta Trinitas" – 3:04

- Singl za Japan

1. „Sadness Part I“ (Ebi-Kuma Mix)
2. „Sadness Part I“ (Meditation Mix)

- Singl za Francusku

1. „Sadeness Part I“ (Radio Edit) – 4:17
2. „Sadeness Part I“ (Meditation Mix) – 2:57

## Pozicija na listama
| Lista (1990/91)                                    | Najbolja pozicija |
| -------------------------------------------------- | ----------------- |
| Australia ARIA Singles Chart                       | 2                 |
| Austrian Singles Chart                             | 1                 |
| Belgian VRT Top 30 Singles Chart                   | 1                 |
| Canadian Singles Chart                             | 2                 |
| Danish Singles Chart                               | 1                 |
| Dutch Top 40                                       | 1                 |
| Eurochart Hot 100 Singles                          | 1                 |
| Finnish Singles Chart                              | 6                 |
| French SNEP Singles Chart                          | 1                 |
| German Singles Chart                               | 1                 |
| Greece IFPI Singles Chart                          | 1                 |
| Irish Singles Chart                                | 1                 |
| Italian FIMI Singles Chart                         | 1                 |
| Japanese Oricon Weekly International Singles Chart | 1                 |
| New Zealand RIANZ Singles Chart                    | 2                 |
| Norwegian VG-lista Singles Chart                   | 1                 |
| Spain (AFYVE)                                      | 1                 |
| Swedish Singles Chart                              | 1                 |
| Swiss Singles Chart                                | 1                 |
| UK Singles Chart                                   | 1                 |
| US Billboard Hot 100 1                             | 5                 |
| US Billboard Hot Dance Club Play 1                 | 1                 |
| US Billboard Modern Rock Tracks 1                  | 6                 |
| US Billboard Hot R&B Singles                       | 67                |

## Spoljašnje veze
- Tekst pesme
- Prevod na srpski jezik